# Caroline Siems
Caroline Siems (Berlin, 1999. május 9. –) német válogatott női labdarúgó, aki jelenleg az Aston Villa játékosa.

## Pályafutása

### Klubcsapatban
2015. november 15-én mutatkozott be a Turbine Potsdam második csapatában a másodosztályban a Herforder SV ellen. December 6-án első két gólját szerezte meg az FFV Leipzig ellen. 2017. április 23-án az első csapatban is bemutatkozott, az SC Freiburg elleni élvonalbeli mérkőzésen.
2020. július 29-én az Aston Villa együtteséhez szerződött.

### A válogatottban
Részt vett a 2016-os U17-es női labdarúgó-Európa-bajnokságon, a 2016-os U17-es női labdarúgó-világbajnokságon és a 2017-os U19-es női labdarúgó-Európa-bajnokságon.

## Statisztika
2018. február 5-i állapotnak megfelelően.
| Klub               | Szezon           | Bajnokság | Bajnokság | Kupa  | Kupa  | Nemzetközi | Nemzetközi | Összesen | Összesen |
| Klub               | Szezon           | Mérk.     | Gólok     | Mérk. | Gólok | Mérk.      | Gólok      | Mérk.    | Gólok    |
| ------------------ | ---------------- | --------- | --------- | ----- | ----- | ---------- | ---------- | -------- | -------- |
| Turbine Potsdam II | 2015–16          | 11        | 3         | -     | -     | -          | -          | 11       | 3        |
| Turbine Potsdam II | 2016–17          | 11        | 2         | -     | -     | -          | -          | 11       | 2        |
| Turbine Potsdam II | 2017–18          | 1         | 0         | -     | -     | -          | -          | 1        | 0        |
| Turbine Potsdam II | Összesen         | 23        | 5         | 0     | 0     | 0          | 0          | 23       | 5        |
| Turbine Potsdam    | 2016–17          | 6         | 0         | 0     | 0     | -          | -          | 6        | 0        |
| Turbine Potsdam    | 2017–18          | 7         | 0         | 1     | 0     | -          | -          | 8        | 0        |
| Turbine Potsdam    | 2018–19          | 0         | 0         | 0     | 0     | -          | -          | 0        | 0        |
| Turbine Potsdam    | 2019–20          | 15        | 0         | 0     | 0     | -          | -          | 15       | 0        |
| Turbine Potsdam    | Összesen         | 28        | 0         | 1     | 0     | 0          | 0          | 29       | 0        |
| Aston Villa        | 2020–21          | 13        | 0         | 3     | 0     | -          | -          | 16       | 0        |
| Karrier összesen   | Karrier összesen | 64        | 5         | 4     | 0     | 0          | 0          | 68       | 5        |

## Sikerei, díjai
- Németország U17
  - U17-es Európa-bajnok: 2016

## Külső hivatkozások
- Caroline Siems adatlapja a Kicker oldalán (németül)
- Caroline Siems adatlapja a Soccerdonna oldalán (németül)
- Caroline Siems adatlapja a Soccerway oldalon (angolul)